# 卡茂爾·哈桑
帕塔薩拉蒂·斯里尼瓦桑（英語：Parthasarathy Srinivasan，1954年11月7日—）或稱藝名卡茂爾·哈桑（英語：Kamal Haasan），印度男演員、導演、製片人、編劇及政客，主要從事泰米爾語電影工作。哈桑在印度電影界中地位崇高，也因將許多新技術引入泰米爾電影而聞名。他除了泰米爾語電影，還出演了幾部馬拉雅拉姆語、泰盧固語、印地語、卡納達語和孟加拉語電影。哈桑贏得了諸多獎項，涵蓋印度國家電影獎、泰米爾納德邦電影獎、南迪獎、印度總統獎、印度電影觀眾獎與南印度電影觀眾獎；1984年獲得卡拉瑪瑪尼獎，之後榮獲莲花士勋章（1990年）、莲花装勋章（2014年）及藝術與文學勳章（2016年）。
哈桑在1960年的泰米爾電影《卡拉圖爾·坎納瑪》中以兒童演員的身份開啟演藝事業，並憑藉此片獲得印度總統金牌。休假之後，他於1975年憑藉K·巴拉昌德電影《珍贵的音调》取得事業突破，更贏得首座印度電影觀眾獎最佳泰米爾男主角。之後又以《新月牙兒》（1982年）、《英雄》（1987年）及《印度人》（1996年）贏得了三座印度國家電影獎最佳男主角。哈桑其他的成功作品如《汇入大海》（1983年）、《迷失》（1983年）、《大海》（1985年）、《白珍珠》（1986年）、《花戰車》（1987年）、《薩提亞》（1988年）、《獨一無二的兄弟》（1989年）、《麥可·馬達納·卡馬拉詹》（1990年）、《古納》（1991年）《泰瓦爾之子》（1992年）、《大河》（1994年）、《鲜血之河》（1995年）、《保姆 420》（1997年）、《嘿，拉姆》（2000年）、《错误的斗争》（2001年）、《爱是神灵》（2003年）、《維魯曼迪》（2004年）、《追捕》（2006年）、《神之化身》（2008年）、《無相劫》（2013年）、《考萊塢之硬漢任務》（2022年）及《毗湿奴降临》（2024年），演出皆受到外界讚譽。他成立了製片公司拉吉·卡茂爾國際電影公司，製作了自己的多部電影。
哈桑因其慈善事業的努力，於2004年獲得了首屆亞伯拉罕·科沃國家獎。他擔任2010年心肺（Hridayaragam）活動的計畫大使，該活動為一家收治艾滋病兒童的孤兒院籌集資金。2010年9月，哈桑發起了一項兒童癌症救助基金，並向欽奈波魯爾斯里·拉瑪錢德拉大學的癌症兒童贈送玫瑰。哈桑被印度總理纳伦德拉·莫迪提名為「清潔印度運動」負責人。2018年2月21日，哈桑正式成立了自己的政黨——人民正義中心。

## 早年及家族
卡茂爾·哈桑本名帕塔薩拉蒂·斯里尼瓦桑（Parthasarathy Srinivasan），1954年11月7日生於泰米爾艾揚格婆羅門家庭，父親D·斯里尼瓦桑（D. Srinivasan）是律師兼自由鬥士，母親拉賈拉克什米（Rajalakshmi）則是家庭主婦。他的家鄉是帕拉馬庫迪。他的名字被父親從「帕塔薩拉蒂·斯里尼瓦桑」更改為「卡茂爾·哈桑」。哈桑在家中四個小孩排行第四；兄長查魯哈桑與錢德拉哈桑都效法父親學習法律，但也曾擔任演員。姊姊納莉妮（Nalini）是古典舞者。他在帕拉馬庫迪讀小學，之後跟隨兄長的腳步，搬到了馬德拉斯（Madras，現為欽奈）接受高等教育。哈桑在馬德拉斯的桑托姆念書，並在父親的鼓勵下對電影和美術產生了興趣。
大哥查魯哈桑也是印度國家電影獎得主，其女兒蘇哈西妮也曾獲得印度國家電影獎，並嫁給了同樣曾獲該獎的導演馬尼·拉特南。拉特南與哈桑合作過《英雄》（1987年）。二哥錢德拉哈桑是製片公司拉吉·卡茂爾國際電影公司的高管，製作了多部哈桑的電影，於2017年3月去世。錢德拉哈桑的女兒阿努·哈桑曾在多部電影中擔任配角，如蘇哈西妮執導的《英迪拉》（1995年）。姊姊納莉妮除了古典舞者外還是舞蹈老師，哈桑以她的名字命名了一座禮堂——納莉妮·瑪哈爾（Nalini Mahal）。

## 私生活

### 婚姻及關係

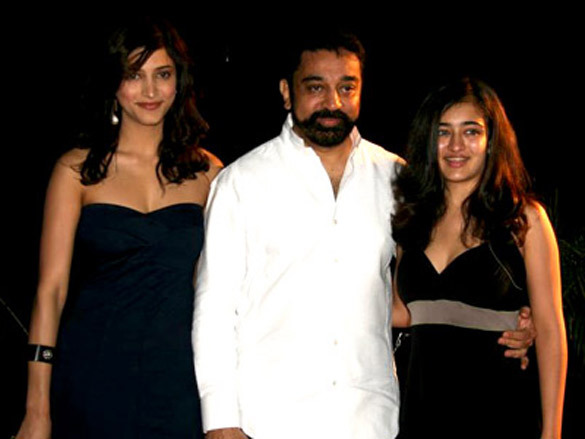
哈桑與女兒施露蒂（左）及艾克夏·哈桑（右）

1978年，24歲的哈桑與舞者瓦妮·加納帕蒂結婚。兩人曾一起出演了1975年電影《西方兒媳婦》。婚後，瓦妮擔任哈桑多部電影的劇裝設計師。他們於十年後離婚。
哈桑與演員莎莉卡於1988年起同居，在第一個孩子施露蒂（1986年出生）出生後結婚。施露蒂是歌手，也是泰盧固及泰米爾演員。小女兒艾克夏（1991年出生）是助理導演兼演員。婚後不久，莎莉卡就停止了演藝生涯，擔任哈桑電影《嘿，拉姆》（2000年）的劇裝設計師，並贏得印度國家電影獎最佳服裝設計。夫妻倆2002年申請離婚，2004年正式離婚。離婚後，莎莉卡出演了電影和電視劇，並於2005年憑藉電影《人間天堂與地獄》贏得印度國家電影獎最佳女主角。
2005年至2016年，哈桑與演員高塔米交往，女方是哈桑在80年代末及90年代初的合作常客。
在他演藝事業的早期，他與演員斯里維迪亞共同主演了幾部電影。2006年，哈桑探望了彌留之際的斯里維迪亞。

### 觀點
哈桑是理性主義者，經常質疑上帝的存在，並在電影《爱是神灵》（2003年）與《神之化身》（2008年）中強調了此主題。他的名字聽起來像阿拉伯語，容易被誤認為是穆斯林，尤其是2002年，多倫多皮爾遜國際機場海關及邊境保衛局拒絕他前往美國進行預先清關。
名字（卡茂爾）在梵語中意為「蓮花」，但有傳言說此名字源自於父親的朋友——穆斯林自由鬥士雅各·哈桑（Yaakob Hassan，與卡茂爾·哈桑之父一起被英國人監禁）。卡茂爾·哈桑在接受卡倫·塔帕的BBC採訪中表示，他的姓氏源於梵語，至於媒體對於他與雅各·哈桑的關係，那只是「一則故事」。哈桑被認為是中左派或無黨籍人士。雖然他最初退出政壇，但在2018年進入了泰米爾納德邦的地區政壇。他也表示，從政會導致自己在一年內死亡。

## 外部連結
- 卡茂爾·哈桑在互联网电影资料库（IMDb）上的資料（英文）